# Cardiodontulus
Cardiodontulus is een geslacht van kevers uit de familie  
kniptorren (Elateridae).
Het geslacht is voor het eerst wetenschappelijk beschreven in 1963 door Van Zwaluwenburg.

## Soorten
Het geslacht omvat de volgende soort:
- Cardiodontulus brandti Van Zwaluwenburg, 1963